# Echinopsis

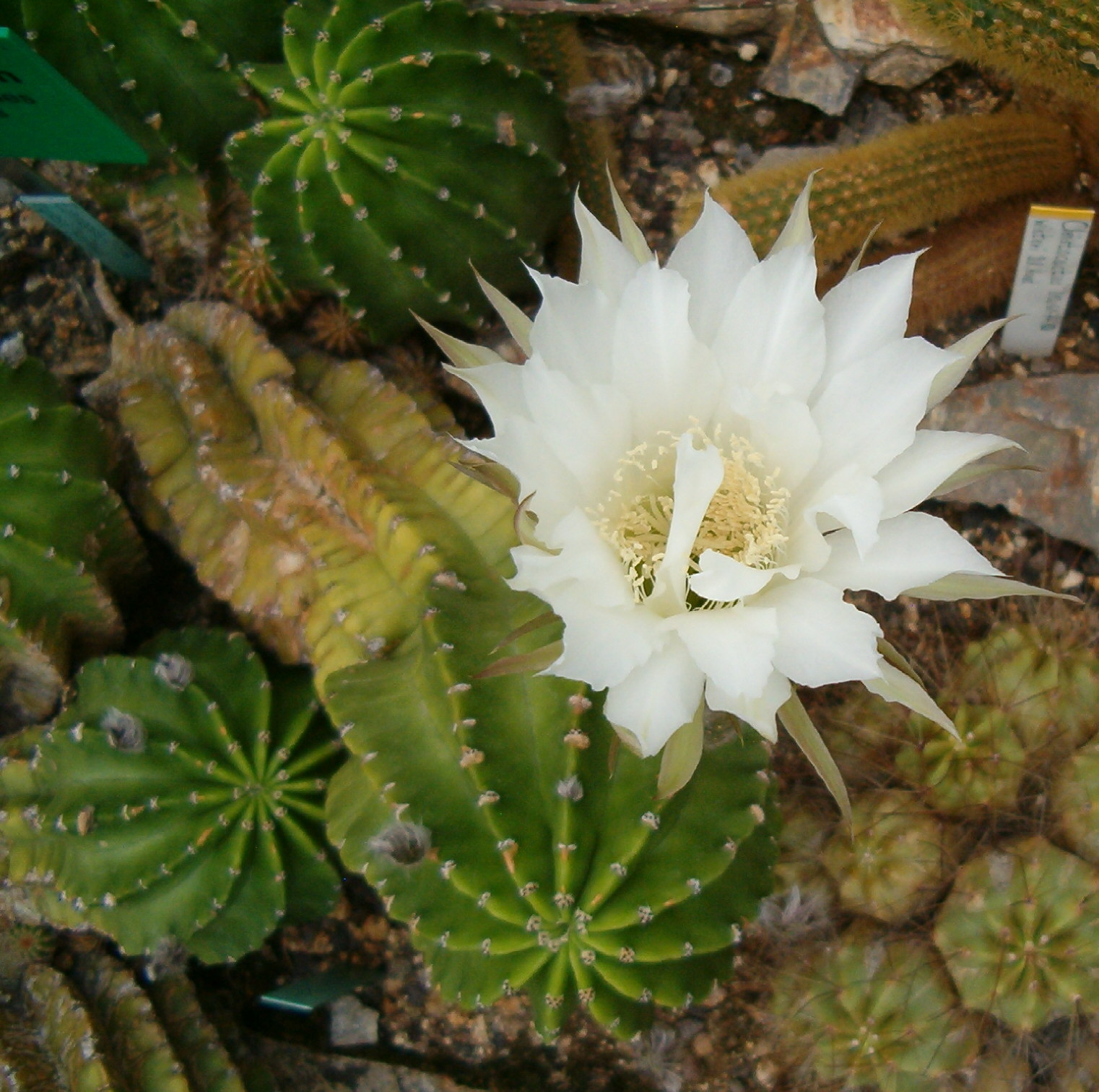
Echinopsis eyriesii

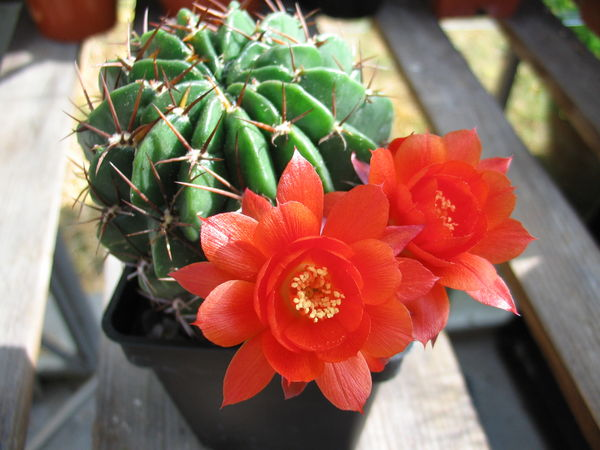
Echinopsis maximiliana

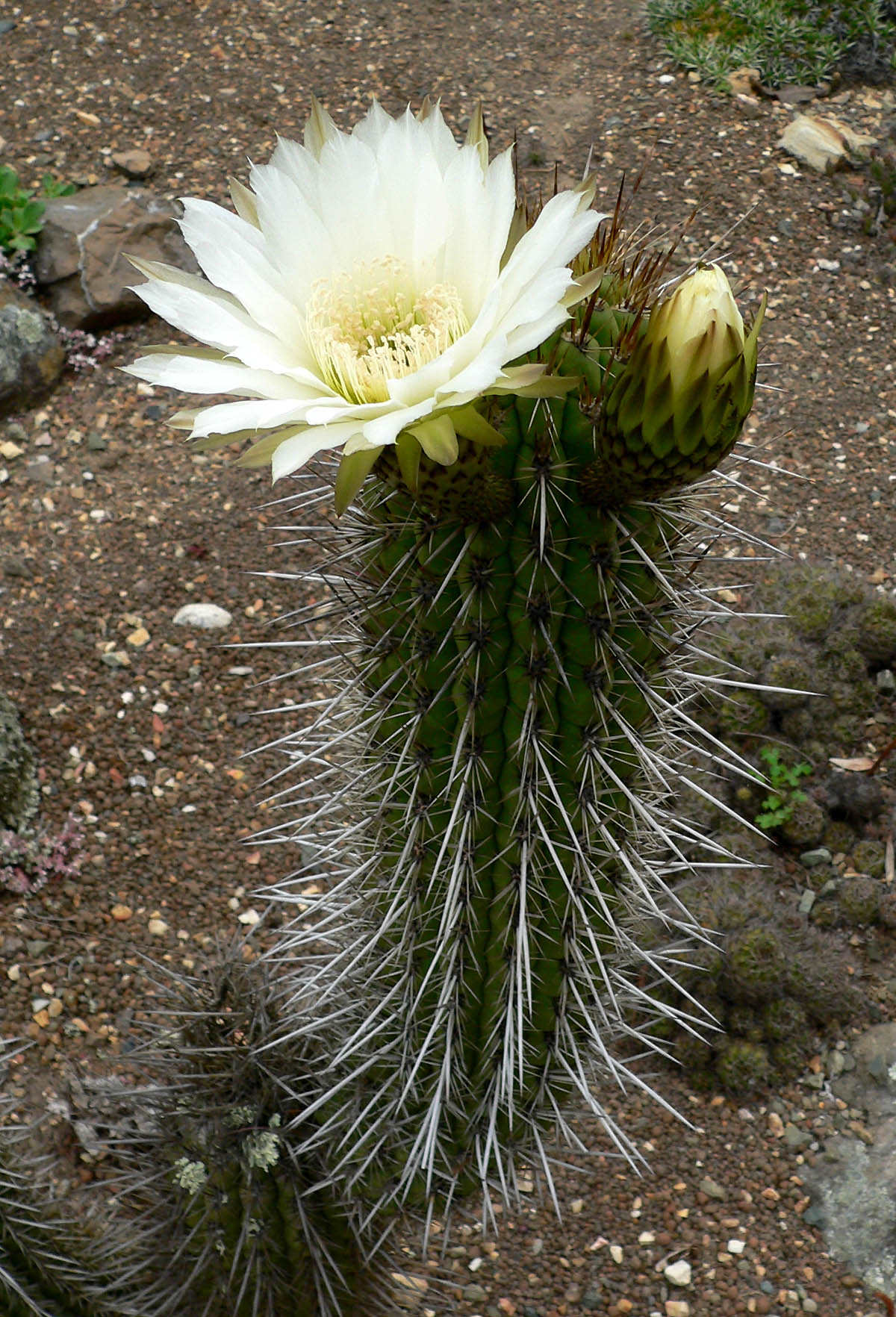
Trichocereus chiloensis

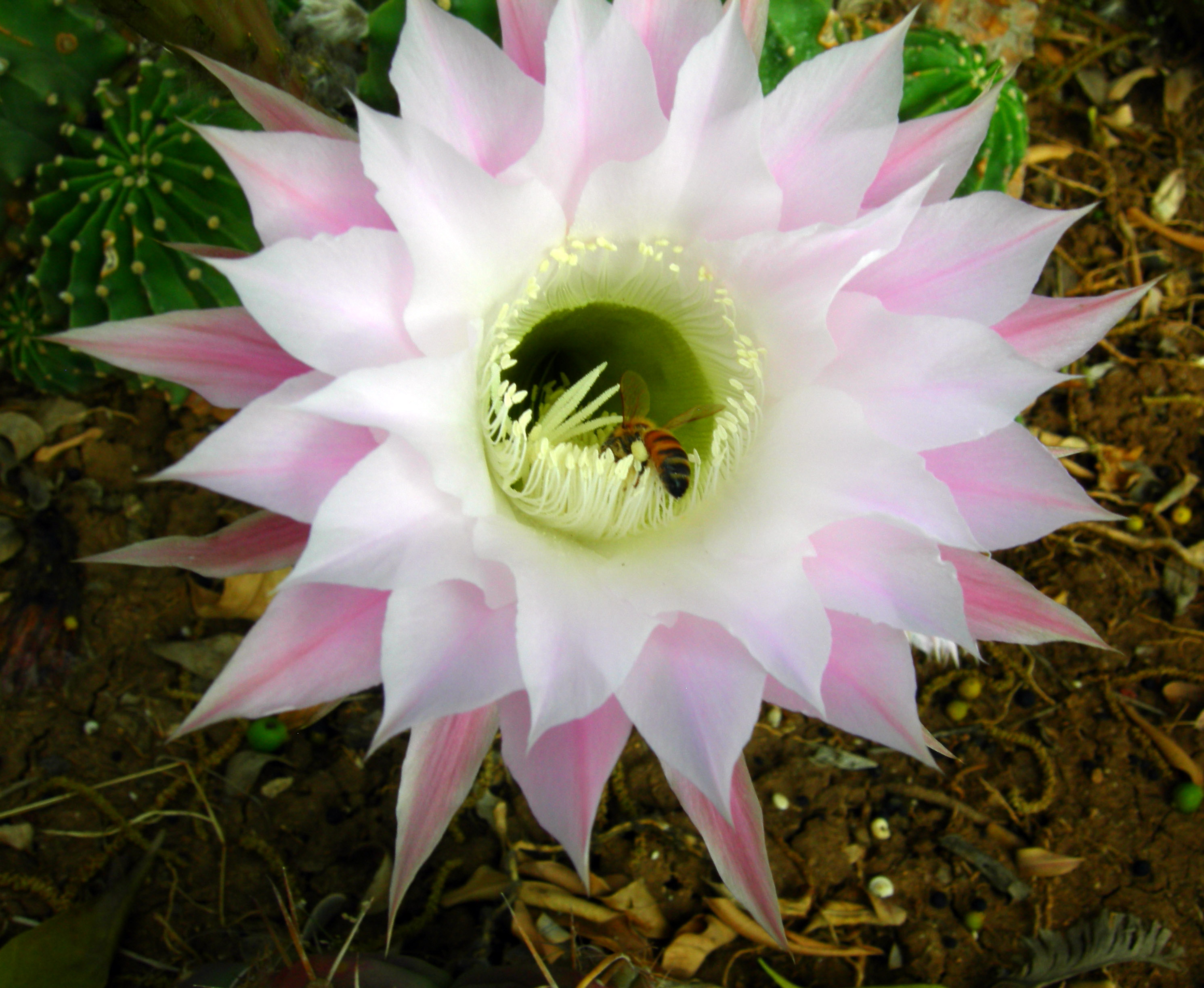
Echinopsis eyriesii

Echinopsis Zucc. – rodzaj roślin z rodziny kaktusowatych (Cactaceae). Gatunki z tego rodzaju pochodzą z Ameryki Południowej (Argentyna, Chile, Boliwia, Peru, Brazylia, Ekwador, Paragwaj, Urugwaj). Gatunkiem typowym jest E. eyriesii (Turpin) Zucc.

## Morfologia
Są to rośliny najczęściej o kształcie kulistym lub cylindrycznym. Mają proste żebra i długie, lejkowate kwiaty rozwijające się w nocy. 

## Synonimy
W wyniku badań w latach 70. i 80. XX w. do rodzaju Echinopsis włączanych jest szereg wcześniej wyróżnianych rodzajów:

- Acantholobivia Backeb.
- Acanthopetalus Y. Itô
- Andenea Fric (nom. inval.)
- Aureilobivia Fric (nom. inval.)
- Chamaecereus Britton & Rose
- Chamaelobivia Y. Itô (nom. inval.)
- Cinnabarinea Fric ex F. Ritter
- Echinolobivia Y. Itô (nom. inval.)
- Echinonyctanthus Lem.
- Furiolobivia Y. Itô (nom. inval.)
- Helianthocereus Backeb.
- Heterolobivia Y. Itô (nom. inval.)
- Hymenorebulobivia Fric (nom. inval.)
- Hymenorebutia Fric ex Buining
- Leucostele Backeb.
- Lobirebutia Fric (nom. inval.)
- Lobivia Britton & Rose
- Lobiviopsis Fric (nom. inval.)
- Megalobivia Y. Itô (nom. inval.)
- Mesechinopsis Y. Itô
- Neolobivia Y. Itô
- Pilopsis Y. Itô (nom. inval.)
- Pseudolobivia (Backeb.) Backeb.
- Rebulobivia Fric (nom. inval.)
- Salpingolobivia Y. Itô
- Scoparebutia Fric & Kreuz. ex Buining
- Setiechinopsis (Backeb.) de Haas
- Soehrensia Backeb.
- Trichocereus (A. Berger) Riccob.

Czasem włączane są także rodzaje:
- Acanthocalycium  Backeb.
- Arthrocereus A. Berger
- Pygmaeocereus H. Johnson & Backeb.

Część z tych zmian taksonomicznych jest krytykowana, w szczególności włączenie rodzaju Trichocereus i utworzenie dużego, złożonego taksonu bez towarzyszącej monografii. Pojawiły się w związku z tym problemy z kolizją nazw w tak powstałym rodzaju, np. w przypadku dwóch różnych gatunków funkcjonujących wcześniej pod nazwami Echinopsis bridgesii i Trichocereus bridgesii. W nowej klasyfikacji Trichocereus bridgesii występuje jako Echinopsis lageniformis. Pomimo wprowadzenia tych zmian, w części prac, szczególnie etnobotanicznych, nadal można znaleźć odwołania do starej klasyfikacji rodzaju Trichocereus.

## Systematyka
Pozycja systematyczna według APweb (aktualizowany system APG III z 2009)
Należy do rodziny kaktusowatych (Cactaceae) Juss., która jest jednym z kladów w obrębie rzędu goździkowców (Caryophyllales)  i klasy roślin okrytonasiennych. W obrębie kaktusowatych należy do plemienia Trichocereeae, podrodziny Cactoideae.
Pozycja w systemie Reveala (1993-1999)
Gromada okrytonasienne (Magnoliophyta Cronquist), podgromada Magnoliophytina Frohne & U. Jensen ex Reveal, klasa Rosopsida Batsch, podklasa goździkowe (Caryophyllidae Takht.), nadrząd  Caryophyllanae Takht., rząd goździkowce (Caryophyllales Perleb), podrząd Cactineae Bessey in C.K. Adams, rodzina kaktusowate (Cactaceae Juss.), rodzaj Echinopsis Zucc.
Gatunki (wybór)
- Echinopsis adolfofriedrichii G. Moser
- Echinopsis ancistrophora Spegazzini
- Echinopsis angelesii (R. Kiesling) G. D. Rowley
- Echinopsis antezanae (Cárdenas) H. Friedrich & G. D. Rowley
- Echinopsis arboricola (Kimnach) R. Mottram
- Echinopsis arebaloi Cárdenas
- Echinopsis atacamensis (Philippi) H. Friedrich & G.D. Rowley
- Echinopsis aurea Britton & Rose
- Echinopsis backebergii Werdermann
- Echinopsis baldiana Spegazzini
- Echinopsis bertramiana (Backeberg) H. Friedrich & G. D. Rowley
- Echinopsis bolligeriana Mächler & Helmut Walter
- Echinopsis bonnieae (Halda, Hogan & Janeba) Halda & Malina
- Echinopsis boyuibensis F. Ritter
- Echinopsis bridgesii Salm-Dyck
- Echinopsis bruchii (Britton & Rose) H. Friedrich & Glaetzle
- Echinopsis × cabrerae (R. Kiesling) G. D. Rowley
- Echinopsis caineana (Cárdenas) D. R. Hunt
- Echinopsis cajasensis F. Ritter
- Echinopsis calliantholilacina Cárdenas
- Echinopsis callichroma Cárdenas
- Echinopsis calochlora K. Schumann
- Echinopsis camarguensis (Cárdenas) H. Friedrich & G. D. Rowley
- Echinopsis candicans (Salm-Dyck) F. A. C. Weber
- Echinopsis catamarcensis (Speg.) F.A.C.Weber
- Echinopsis caulescens (F.Ritter) M.Lowry
- Echinopsis cephalomacrostibas (Werdermann & Backeberg) H. Friedrich & G. D. Rowley
- Echinopsis chalaensis (Rauh & Backeberg) H. Friedrich & G. D. Rowley
- Echinopsis chamaecereus H. Friedrich & W. Glaetzle
- Echinopsis chiloensis (Colla) H. Friedrich & G. D. Rowley
- Echinopsis chrysantha Werdermann
- Echinopsis chrysochete Werdermann
- Echinopsis cinnabarina (Hooker) Labouret
- Echinopsis clavata (F. Ritter) D. R. Hunt
- Echinopsis cochabambensis Backeberg
- Echinopsis comarapana Cárdenas
- Echinopsis conaconensis (Cárdenas) H. Friedrich & G. D. Rowley
- Echinopsis coquimbana (Molina) H. Friedrich & G. D. Rowley
- Echinopsis coronata Cárdenas
- Echinopsis cotacajesii Cárdenas
- Echinopsis crassicaulis (R. Kiesling) H. Friedrich & Glaetzle
- Echinopsis cuzcoensis (Britton & Rose) H. Friedrich & G. D. Rowley
- Echinopsis densispina Werdermann
- Echinopsis derenbergii A. V. Frič
- Echinopsis deserticola (Werdermann) H. Friedrich & G. D. Rowley
- Echinopsis escayachensis (Cárdenas) H. Friedrich & G. D. Rowley
- Echinopsis eyriesii Pfeiffer & Otto
- Echinopsis fabrisii (R.Kiesling) G. D. Rowley
- Echinopsis famatimensis (Spegazzini) Werdermann
- Echinopsis ferox (Britton & Rose) Backeberg
- Echinopsis formosa (Pfeiffer) Jacobi
- Echinopsis fraciliflora Cárdenas
- Echinopsis friedrichii G. D. Rowley
- Echinopsis glauca (F. Ritter) H. Friedrich & G. D. Rowley
- Echinopsis haematantha (Spegazzini) J. G. Lamb.
- Echinopsis hahniana (Backeberg) R. S. Wallace
- Echinopsis hammerschmidii Cárdenas
- Echinopsis hertrichiana (Backeberg) D. R. Hunt
- Echinopsis huascha (F. A. C. Weber) H. Friedrich & G. D. Rowley
- Echinopsis huotti Labour.
- Echinopsis hystrichoides F. Ritter
- Echinopsis ibicuatensis Cárdenas
- Echinopsis kladiwaiana Rausch
- Echinopsis klingleriana Cárdenas
- Echinopsis knuthiana (Backeberg) H. Friedrich & G. D. Rowley
- Echinopsis korethroides Werdermann
- Echinopsis lageniformis (Forst.) H. Friedrich & G. D. Rowley
- Echinopsis lamprochlora F. A. C. Weber
- Echinopsis lateritia Gürke
- Echinopsis leucantha Walpers
- Echinopsis macrogona (S.D.) H. Friedrich & G. D. Rowley
- Echinopsis mamillosa Gürke
- Echinopsis marsoneri Werdermann
- Echinopsis mataranensis Cárdenas
- Echinopsis maximiliana Heyder
- Echinopsis meyeri Heese
- Echinopsis mieckleyi Rud. Meyer
- Echinopsis minuana Spegazzini
- Echinopsis mirabilis Spegazzini
- Echinopsis molesta Spegazzini
- Echinopsis nigra Backeberg
- Echinopsis obrepanda (Salm-Dyck) K. Schum.
- Echinopsis oligotricha (Cárdenas) M.Lowry
- Echinopsis oxygona Pfeiff. & Otto
- Echinopsis pachanoi (Britton & Rose) H. Friedrich & G. D. Rowley
- Echinopsis pampana (Britton & Rose) D. R. Hunt
- Echinopsis pamparuizi Cárdenas
- Echinopsis pentlandii (W. J. Hooker) Salm-Dyck ex A. Dietrich
- Echinopsis peruviana (Britton & Rose) H. Friedrich & G. D. Rowley
- Echinopsis pseudomammillosa Cárdenas
- Echinopsis pugionacantha Rose & F. Boedeker
- Echinopsis quadratiumbonata (F. Ritter) D. R. Hunt
- Echinopsis rhodotricha K. Schumann
- Echinopsis riviere-de-caraltii Cárdenas
- Echinopsis saltensis Spegazzini
- Echinopsis sanguiniflora (Backeberg) D. R. Hunt
- Echinopsis santaensis (Rauh & Backeberg) H. Friedrich & G. D. Rowley
- Echinopsis schickendantzii F. A. C. Weber
- Echinopsis schieliana (Backeberg) D. R. Hunt
- Echinopsis schoenii (Rauh & Backeberg) H. Friedrich & G. D. Rowley
- Echinopsis scopulicola (F. Ritter) R. Mottram
- Echinopsis silvestrii Spegazzini
- Echinopsis skottsbergii (Backeberg) H. Friedrich & G. D. Rowley
- Echinopsis smrziana Backeberg
- Echinopsis spachiana (A. C. Lemaire) H. Friedrich & G. D. Rowley
- Echinopsis spinibarbis (Otto) A. E. Hoffmann
- Echinopsis stilowiana (Backeb.) J.G.Lamb.
- Echinopsis strigosa (Salm-Dyck) H. Friedrich & G. D. Rowley
- Echinopsis subdenudata Cárdenas
- Echinopsis sucrensis Cárdenas
- Echinopsis tacaquirensis (Vaupel) H. Friedrich & G. D. Rowley
- Echinopsis taratensis (Cárdenas) H. Friedrich & G. D. Rowley
- Echinopsis tarijensis (Vaupel) H. Friedrich & G. D. Rowley
- Echinopsis tarmaensis (Rauh & Backeberg) H. Friedrich & G. D. Rowley
- Echinopsis tegeleriana (Backeberg) D. R. Hunt
- Echinopsis terscheckii (A. A. Parmentier) H. Friedrich & G. D. Rowley
- Echinopsis thelegona (F. A. C. Weber) H. Friedrich & G. D. Rowley
- Echinopsis thelegonoides (Spegazzini) H. Friedrich & G. D. Rowley
- Echinopsis thionantha (Spegazzini) D. R. Hunt
- Echinopsis tiegeliana (Wessner) D. R. Hunt
- Echinopsis trichosa (Cárdenas) H. Friedrich & G. D. Rowley
- Echinopsis tubiflora J. G. Zuccarini
- Echinopsis tulhuayacensis (Ochoa) H. Friedrich & G. D. Rowley
- Echinopsis tunariensis (Cárdenas) H. Friedrich & G. D. Rowley
- Echinopsis uyupampensis (Backeberg) H. Friedrich & G. D. Rowley
- Echinopsis vasquezii (Rausch) G. D. Rowley
- Echinopsis vatteri (R. Kiesling) G. D. Rowley
- Echinopsis volliana (Backeberg) H. Friedrich & G. D. Rowley
- Echinopsis walteri (R. Kiesling) H. Friedrich & W. Glaetzle
- Echinopsis werdermannii Frič
- Echinopsis yuquina D. R. Hunt

## Zastosowanie
Uprawiane jako rośliny doniczkowe. Uprawa jest łatwa i dlatego są powszechnie spotykane, przy czym najczęściej uprawiany jest Echinopsis eyriesii.